# Маэ, Маргерит-Элен
Маргерит-Элен Маэ (фр. Marguerite-Hélène Mahé, 1903, Реюньон — 1996, метрополия Франции) — французская писательница из Реюньона, наиболее известная своей работой «Креольские заклинания: Юдора или заколдованный остров», впервые опубликованной в 1952 году и опубликованной в трёх выпусках Revue des Deux Mondes. Впоследствии он был переиздан целиком дважды, в 1955 и 1985 годах. Это ключевое произведение в литературе Реюньона из-за описания жизни порабощённых на острове. Это также был первый роман реюньонского писателя, в котором использовались модернизм и фэнтези. Маргерит-Элен также написала автобиографию, которая до сих пор не опубликована.